# Ébonite
Cet article possède un paronyme, voir Ebionites.

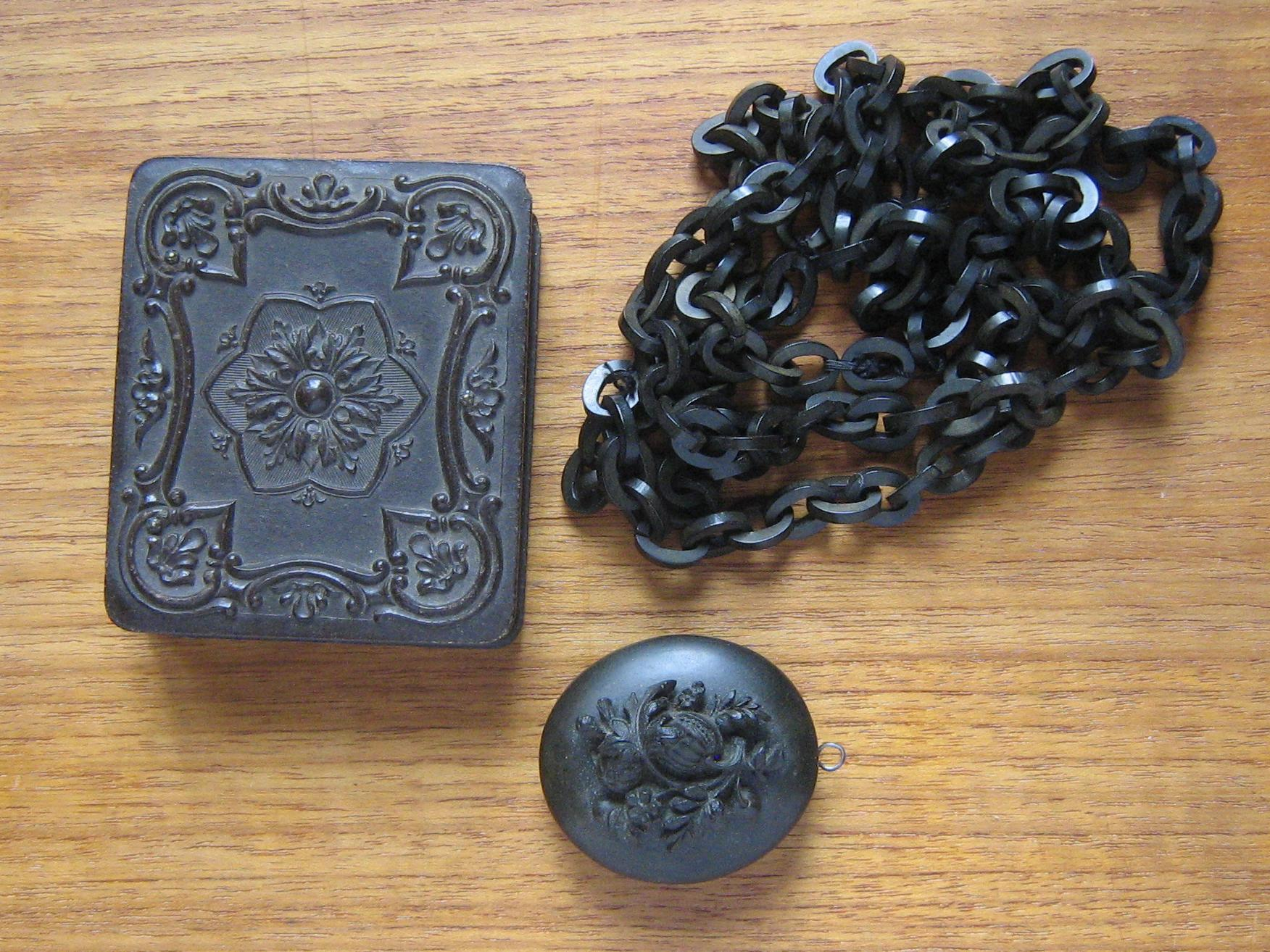
Chaine, médaillon et boite en ébonite.

L'ébonite est un matériau dur résultant de la vulcanisation du caoutchouc avec une forte proportion de soufre. Le caoutchouc est vulcanisé avec un taux de soufre situé entre 20 et 40 %. L'utilisation courante de l'expression hard rubber (littéralement : « caoutchouc dur » en anglais) ou simplement rubber (en lieu et place d'ebonite) provoque fréquemment des erreurs de traduction.

## Histoire
Charles Goodyear obtint l'ébonite en 1839 en soumettant le caoutchouc naturel à un processus prolongé (et extrême) de vulcanisation. Sa couleur proche de celle de l'ébène est à l'origine de son nom. Son frère Nelson Goodyear la fait breveter et la commercialise en 1851. L'ébonite est l'ancêtre des résines artificielles.
Assez tôt, Charles Goodyear fait des applications (de 1844 à 1860) sur des instruments de musique et des tuyaux de pipe montrant que l’ébonite est un substitut du bois.

## Propriétés
L'ébonite est un solide noir, dur et cassant. Elle peut être additionnée de diverses charges : craie, magnésie, oxydes métalliques, baryte, etc. L'ébonite peut être tournée comme du bois et polie.

## Applications
- Isolants électriques
- Tuyaux de pipe
- Becs d'instruments de musique (clarinette, saxophone, etc.)
- Stylographes
- Boules de bowling
- Ceintures de criticité (permet de savoir grâce au soufre de quel côté une personne est irradiée en cas d'incident de criticité sur un site nucléaire).

## Dans la fiction
- L'ébonite est un minerai volcanique fictif dans l'univers des Elder Scrolls, particulièrement lourd, précieux et résistant. Il est utilisé en particulier pour forger des armes et des armures.
- Le cornet acoustique du professeur Tournesol, dans Objectif Lune, est en ébonite, mais le cornet est dessiné comme doré. Par inadvertance, le Capitaine Haddock le confond avec sa pipe, le bourre de tabac et l'allume, déclenchant un abondant dégagement de fumée pestilentielle, provoquant immédiatement l'intervention des pompiers (le gag se déroule dans le centre spatial ultra-sécurisé de Sbrodj en Syldavie ) qui noient le capitaine et sa "pipe" sous un déluge de neige carbonique[2].